# Vụ đánh bom Imphal năm 2008
Trong các vụ đánh bom Imphal năm 2008, ít nhất 17 người bị giết và hơn 30 bị thương vào ngày 21 tháng 10 năm 2008. Chính quyền bệnh viện cho rằng con số sẽ còn gia tăng.
Đây là vụ nổ cường độ lần thứ hai tại Bảy Bang Kết Nghĩa Ấn Độ trong tháng 10 năm 2008. Nó cũng theo sau một thời kỳ của các vụ nổ bom trên khắp quốc gia năm 2008 được thực hiện bởi các phần tử, đóng góp cho tình trạng bất ổn xã hội.